# Don Keith
Don Keith (Springville, Alabama, 12 de diciembre de 1947) es un escritor estadounidense, conocido por su serie de libros Hunter Killer (2003-2023), coescritos junto a George Wallace, de los cuales la novela Firing Point (2011) fue adaptada en la película Hunter Killer (2018). También es autor de varias biografías, novelas juveniles y libros de historia militar.

## Biografía
Keith nació el 12 de diciembre de 1947 en Springville, Alabama. En 1970, se graduó en la Universidad de Alabama con una licenciatura en Radiodifusión y Cine.
Ha sido radioaficionado desde 1969 y fue copropietario junto a Sherri Brice de la estación de radio WZEW en Mobile, Alabama, de 1983 a 1986.
La primera novela de Keith, The Forever Season (1995), recibió el premio a la ficción del año de la Asociación de Bibliotecas de Alabama.
Él y su esposa, Charlene, viven en Indian Springs Village, Alabama.

## Obras

### Novelas
Serie Hunter Killer (con George Wallace):
1. Final Bearing (2003), ISBN 9780765304155
2. Dangerous Grounds (2015), ISBN 9781518760501
3. Cuban Deep (2019), ISBN 9781951249229
4. Fast Attack (2019), ISBN 9781951249014
5. Arabian Storm (2020), ISBN 9781648759031
6. Warshot (2021), ISBN 9798507883295
7. Silent Running (2022), ISBN 9781648752148
8. Snapshot (2023)

Serie The Ride (como Jeffery Addison, con Edie Hand):
1. A Christmas Ride: Miracle of the Lights (2009), ISBN 9781933251684
2. The Soldier's Ride (2009), ISBN 9781933251677
3. The Last Christmas Ride: A Novella (2007), novela corta, ISBN 9781581826241

Independientes:
- The Forever Season (1995), ISBN 0312146035
- Wizard of the Wind (1997), ISBN 9780312147693
- Firing Point, o Hunter Killer (2011), con George Wallace, ISBN 9780451237392
- On the Road to Kingdom Come (2012), ISBN 9781481840330
- The Spin (2012), ISBN 9781479109876

### Novelas juveniles
Serie Rolling Thunder Stock Car Racing (con Kent Wright):
1. White Lightning (1999), ISBN 0812575067
2. Road to Daytona (1999), ISBN 0812575075
3. Race To Glory (1999), ISBN 0812575083
4. On to Talladega (2000), ISBN 0812575091
5. Young Guns (2000), ISBN 0812545060
6. First To The Flag (2000), ISBN 0812545079
7. Inside Pass (2000), ISBN 0812545087
8. On the Throttle (2001), ISBN 0812545095

### No ficción
Biografías
- Bear The Legendary Life of Coach Paul "Bear" Bryant (2006), ISBN 9781581825626
- The Ice Diaries: The Untold Story of the USS Nautilus and the Cold War's Most Daring Mission (2008), con William R. Anderson, ISBN 9780785227595
- We Be Big: The Mostly True Story of How Two Kids from Calhoun County, Alabama, Became Rick & Bubba (2011), con Rick Burgess y Bill Bussey, ISBN 9781401604004
- Mattie C.'s Boy: The Shelley Stewart Story (2013), ISBN 9781603063135
- The Indestructible Man: The True Story of World War II Hero "Captain Dixie" (2015), con David Rocco, ISBN 9781548322595
- Dream On: A Journey to Deliverance (2017), con Steve R. Skipper, ISBN 9781544212494
- The Indestructible Man: The Incredible True Story of the Legendary Sailor the Japanese Couldn't Kill (2021), con David Rocco, ISBN 9780811739641
- Chuck Yeager: World War II Fighter Pilot (2022), ISBN 9780593187272
- Richard Bong: America's #1 Ace Fighter Pilot of World War II (2023), ISBN 9780593187296

Guías
- Riding the Shortwaves: Exploring the Magic of Amateur Radio (2012), ISBN 9781478298519
- Untold Millions: How You Can Capture and Save Eyewitness History (2012)
- Writing to be Published... and Read (2012), ISBN 9781370148226
- Get on the Air... Now!: A practical, understandable guide to getting the most from Amateur Radio (2015), ISBN 9781514780893
- The Amateur Radio Dictionary: The most complete glossary of Ham Radio terms ever compiled (2015), ISBN 9781514810040
- Dial Dancing: Tales of the fascinating, fabulous, frequency-hopping, wavelength-walking, power punching, ionosphere-scorching, ditting and dahing, ... wide and wonderful world of amateur radio (2015), ISBN 9781548962685

Historia
- Gallant Lady: A Biography of the USS Archerfish (2004), con Ken Henry, ISBN 0765305682
- In the Course of Duty: The Heroic Mission of the USS Batfish (2005), ISBN 9780451216595
- Final Patrol: True Stories of World War II Submarines (2006), ISBN 9781101232330
- Once upon a Universe: Perspectives on Our Past (2006), ISBN 9780978065706
- Bar Beneath the Waves: A True Story of Courage and Leadership Aboard a World War II Submarine (2010), ISBN 9780451229281
- Undersea Warrior: The World War II Story of "Mush" Morton and the USS Wahoo (2011), ISBN 9780451234889
- The Ship That Wouldn't Die: The Saga of the USS Neosho: A World War II Story of Courage and Survival at Sea (2015), ISBN 9780451470003
- Only the Brave: July 1944 - The Epic Battle for Guam (2021), ISBN 9780593184592
- Torpedo Run: The Story of WWII Submarine Hero Eugene B. Fluckey (2022), ISBN 9780593185971

Sociedad
- Understanding Sectoral Determination 6: The Private Security Sector, South Africa (2010), ISBN 9780702184918

## Adaptaciones
- Hunter Killer (2018), película dirigida por Donovan Marsh, basada en la novela Firing Point[14][15]